# 클릭률
클릭률(Click-through rate, CTR)이란 특정 링크를 클릭한 사용자의 수를 이용해 특정 웹사이트의 온라인 광고 캠페인 성공 여부와 이메일 캠페인의 효율성을 측정하는 방법이다.

## 용도
클릭률은 웹사이트에 대한 고객들의 첫 반응을 알아내기 위한 것으로 쓰인다. 대부분의 상업적 웹사이트들은 도서 구입, 기사 읽기, 뮤직비디오 감상 또는 항공권 검색 등 방문자로 하여금 특정 행동을 하게끔 유도하도록 설계되어 있다. TV 광고를 보기 위한 목적으로 텔레비전을 보는 사람이 거의 없는 것처럼, 일반적으로 광고를 보기 위한 목적으로 특정 웹사이트를 방문하는 경우는 거의 없다.
마케팅 전문가는 웹 방문자의 반응을 이해하고자 하지만, 현재 기술로는 사용자들의 감정적 반응이나 브랜드 이미지 상승 효과를 정확하게 수치화하기 어렵습니다. 이와 달리, 클릭률은 광고 노출 대비 클릭 수를 측정하기 때문에 비교적 쉽게 얻을 수 있는 정보입니다. 클릭률은 광고에 의해 의도된 페이지로 연결된 방문객 중 어떠한 품목을 구입하거나 제품 또는 서비스에 대한 정보를 얻는 등, 광고로부터 유도된 행위를 시행한 방문자의 비율을 측정한다. 다양한 형태의 상호 작용이 가능하지만 여기서 광고(혹은 링크)에 대해 "마우스 클릭"이라는 표현을 사용한 것은 이 표현이 일반적으로 널리 쓰이는 용어이기 때문이다.

## 클릭률 구성
클릭률은 광고를 클릭한 횟수를 광고 노출 횟수(즉, 광고 서비스가 제공된 횟수)로 나눈 것이다:
클릭률 (%) = 광고 클릭 횟수 (#) / 총 노출 횟수 (#)

### 온라인 광고 클릭률(CTR)
광고 클릭률은 클릭수를 광고가 보여진 횟수(노출, Impression)로 나눈 것을 의미하며, 백분율로 나타낸다. 예를 들어 방문자에게 배너 광고가 100번 보여지고(100번 노출) 한 번의 클릭이 발생한다면, 그 광고의 클릭률은 1%가 된다.
{\displaystyle CTR={Clicks \over Impressions}}
배너 광고의 클릭률은 시간이 지날수록 점차 감소하고 있다. 배너 광고가 처음 등장하기 시작했을 때 5% 이상의 클릭률은 보기 드문 수치가 아니었다. 그러나 그 이후로 점차 감소하여 현재 평균적인 클릭률은 0.2 또는 0.3% 정도이다. 대개의 경우, 2%의 클릭율은 상당히 성공적이라고 보지만, 정확한 값은 논쟁중에 있으며 상황에 따라 달라질 수 있다. 1990년대에는 평균적으로 3%에 달하던 클릭률이 2002년에는 2.4%에서 0.4%까지 감소했다. 광고주들은 보통 높은 클릭율에 대해 더 많은 비용을 지불해야하므로, 적은 구매량에 비해 클릭수만 높은 것은 광고주에게 있어 바람직하지 않은 결과이다. 이와 마찬가지로, 밀접한 관계의 적절한 광고 사이트(예를 들어 영화 광고에는 영화 잡지)를 선택하는 것만으로도 상당히 높은 CTR을 달성할 수 있다. 보통, 맞춤형 광고와 이색적인 형식의 광고, 그리고 눈에 더 띄는 광고일수록 일반적인 배너 광고에 비해 더 높은 클릭률을 이끌어내기는 하지만, 지나치게 눈에 거슬리는 광고는 대부분의 사용자들이 외면한다.

### 이메일 클릭률
이메일 클릭률이란 이메일 안에 첨부된 링크를 클릭해 발신자의 웹사이트, 블로그 혹은 다른 의도된 웹페이지에 방문하는 이메일 수신자의 수를 말한다.더 간단히 말하면, 이메일 클릭률은 이메일로 인해 발생한 클릭수를 나타낸다.
이메일 클릭률은 백분율로 나타내며, 클릭수를 발송된 메시지의 수로 나누어 계산한다.
이메일 마케터의 대다수가 이메일 캠페인의 효과 및 성과를 파악하기 위한 수단으로, 이메일 클릭률과 더불어 오픈율(open rate), 반송율(bounce rate) 등의 다른 수치를 함께 사용한다. 대개의 경우, 이상적인 클릭률이란 존재하지 않는다. 이 수치는 발송된 이메일의 종류와 이메일을 얼마나 자주 보냈는지, 수신자 목록은 어떤 방식으로 나뉘어 있는지, 수신자에게 보내진 이메일 내용이 얼마나 적절한지 등, 그외 많은 요인에 의해 달라질 수 있다. 심지어 하루 중 이메일이 전송된 시각도 영향을 줄 수 있다. 평균적으로, 일요일에 전송된 이메일은 다른 요일에 비해 상당히 더 높은 클릭률을 발생시키는 것으로 보인다.
전반적으로 클릭률이 이메일 마케팅에 미치는 효과를 추적하기 위해 매년 다양한 종류의 연구가 수행되고 있다.

## 같이 보기
- 이탈률 (en:Abandonment rate)
- 광고 서비스 제공 (en:Ad serving)
- 배너 맹목 (en:Banner blindness)
- 클릭 사기 (en:Click fraud)
- 클릭 태그 (en:Clicktag)
- 행동당 비용
- 클릭당 비용 (en:Cost per click)
- 1천 뷰 당 비용 (en:Cost per thousand)
- 노출 당 비용 (en:Cost per impression)
- 노출 (en:Impression (online media))
- 뷰 레이트 (en:View-through rate)
- 이메일 오픈율 (en:Open rate)
- 이메일 마케팅